# Kast (tryckeri)
Kast eller kastlåda är den låda i ett tryckeri, som tidigare användes vid sättningen för hand, med små fack i vilka trycktyperna låg sorterade. Idag används dessa sätterikaster populärt som så kallade prylhyllor, vari små föremål kan läggas. På engelska tryckerier användes en kast (engelska case) för gemena tecken (i folkmun små bokstäver) och en annan kast för versala tecken (i folkmun stora bokstäver). Vid sättarens arbetsbord var kasten för versaler monterad ovanför kasten för gemena; därav engelskans beteckning upper case för versaler och lower case för gemena.